# جب الميس
جبب الميس هي إحدى القرى المحتلة والمدمرة التابعة لمركز مسعدة التابع لمحافظة القنيطرة في هضبة الجولان بجنوب غرب سوريا.
تتبع ناحية مسعدة وكان عدد سكانها 353 ن عام 1967 وترتفع 770م، تقع في أرض بركانية غرب تل الأحمر وسط أشجار السنديان والبلوط والميس، على بعد 11 كم إلى الجنوب الغربي من بلدة مسعدة. تقوم فيها زراعة الحبوب بعلاً، وأشجار الكرمة، وتربى فيها الأغنام والأبقار والماعز، وتشرب من مياه الينابيع المجاورة.